# Paulo Rink
Paulo Roberto Rink (Curitiba, 21 de fevereiro de 1973) é um ex-futebolista e político brasileiro com dupla nacionalidade que inclui a alemã por possuir ascendência. No Brasil, é mais conhecido como Paulo Rink; na Europa, apenas pelo sobrenome, Rink. Destacou-se atuando pelo Athletico-PR e, também, por ter sido convocado pela seleção alemã. É muito conhecido também por ter ficado com muito medo a ponto de fazer careta por estar na barreira de uma falta cobrada por Roberto Carlos.

## Carreira

### Futebol
Iniciou no futebol de salão do Pinheiros Esporte Clube em 1985, sendo campeão estadual na modalidade. Em 1991 entrou nas categorias de base no Clube Atlético Paranaense (já no futebol de campo) e logo após, foi convocado para a seleção brasileira sub-15, mas pouco antes de embarcar com a seleção para disputar um torneio oficial, machucou-se e assim, foi cortado. Este fato permitiu que o jogador brasileiro fosse convocado para jogar na seleção alemã, anos mais tarde. Fez sua estreia como profissional pela rubro negro paranaense onde, em 1990, participou de alguns jogos do Campeonato Paranaense e foi campeão. Em seguida, teve rápidas passagens pelo futebol de Santa Catarina, atuando pela Chapecoense, tendo sido o artilheiro do Campeonato Catarinense de 1995.
No segundo semestre de 1995, retornou ao Atlético Paranaense e formando dupla de ataque com Oséas, foi campeão brasileiro de 1995 na série B e virou ídolo da torcida. Seu momento mais marcante foi no jogo contra o Mogi Mirim , no quadrangular final. Foi dele o gol da vitória por 1–0 que garantiu o Atlético novamente na elite do futebol brasileiro. Foi destaque também no Campeonato Brasileiro da série A de 1996. Em 1997, foi negociado com o Bayer 04 Leverkusen por oito milhões de dólares, quantia mais alta já paga por um jogador paranaense até então.

### Athletico-PR
Começou sua carreira no Athletico-PR, no ano de 1990, e logo foi emprestado ao Atlético-MG para ganhar experiência. Retornou ao Furacão em 1995, com o time na luta para voltar à Série A. 
Formou dupla de ataque inesquecível como o também ídolo, Oséas, e juntos levaram o Athletico para a elite do Campeonato Brasileiro, como campeões da Série B, o primeiro título nacional do Furacão.
Em 1997, Paulo foi transferido para o Bayer Leverkusen por cerca de 6 milhões de dólares, quantia mais alta paga por um jogador paranaense até então.
Até 2022 permanece como o 7º maior artilheiro da história do Club Athletico Paranaense com 80 gols marcados.

### Alemanha
Naturalizou-se alemão e, em outubro de 98, foi convocado pelo técnico Berti Vogts, como primeiro brasileiro nato a jogar pela seleção alemã. O atacante disputou amistosos com Romênia e Malta. Um ano depois, ainda jogando pelo Bayer, foi novamente convocado, desta vez para disputar a Copa das Confederações de 1999, no México. Anos mais tarde fez rápida atuação no Brasil, mas logo retornou à Europa e em 2000 foi convocado para jogar na Eurocopa 2000, disputada na Bélgica e nos Países Baixos.

### Aposentadoria
Passou por algumas equipes alemãs e nos Países Baixos, bem como no Chipre. Em 2006, Rink voltou ao Atlético Paranaense e seu último gol como jogador profissional ocorreu em 4 de outubro de 2006 no Estádio Alfredo Jaconi e sua última partida foi no jogo entre Atlético e Figueirense, neste mesmo campeonato, quando o Furacão perdeu de 4–1 para o clube catarinense, no Estádio Durival Britto e Silva.

## Títulos

#### Athletico-PR
- Campeonato Brasileiro Série B - 1995

## Política
Paulo Rink concorreu ao cargo de vereador de Curitiba na eleição municipal de 2012 pelo PPS, elegendo-se com 5.625 votos. Em maio de 2016, o TRE do Paraná determinou a perda do mandato por infidelidade partidária, quando saiu do PPS e filiou-se ao PR. Na eleições de outubro de 2016, foi reeleito com 5.607 votos.